# Fleur Bok
Fleur Bok (1974) is een Nederlands actrice en programmamaakster.
In 1996 speelde Bok de rol van Arlette, een vriendinnetje van Winston Gerschtanowitz, in Goudkust. In mei 2000 ging ze aan de slag als assistent-productieleider bij Endemol Nederland. Precies na een jaar verliet ze het bedrijf. In oktober 2004 werd Bok werkzaam als verslaggever voor de regionale omroep AT5. Ze werkte mee aan onder andere De Zwoele Stad en het AT5 Nieuws. Sinds oktober 2009 werkte Bok voor LLiNK, waar ze onder andere het programma Koopkracht maakte. Ook speelde Bok lijk in de Baantjer aflevering Moord op de Catwalk, waar zij door Jos Brink werd doodgeschoten. Na haar acteercarrière bleef ze werkzaam in de media, o.a. bij de talkshow M.